# Enrique Ortiz
Enrique Esteban Ortiz Carande (Córdoba, 16 giugno 1979) è un ex calciatore argentino, di ruolo difensore.

## Carriera

### Club
Ortiz giocò, per la maggior parte della carriera, nel Central Córdoba. Passò poi ai norvegesi del Lyn Oslo. Debuttò nella Tippeligaen il 7 agosto 2005, nella vittoria per 3-1 sul Molde.